# Monodelphis iheringi
Espèce
Statut de conservation UICN

 DD  : Données insuffisantes
L’opposum Monodelphis iheringi est un marsupial arboricole endémique du Brésil. Son nom commémore le zoologiste allemand Hermann von Ihering (1850-1930).

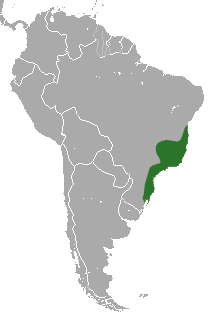
Aire de répartition de Monodelphis iheringi, en Amérique du sud